# Mariama Conteh (Leichtathletin, I)
Mariama Conteh (auch: Konté) ist eine gambische Leichtathletin.
Conteh nahm im Mai 2017 an den West Africa Championships der Leichtathletik teil. Mit einer Weite von 10,72 m belegte sie den dritten Platz und stellte einen gambischen Rekord auf. Über weitere Wettbewerbsteilnahmen ist nichts bekannt.
| Disziplin   | Leistung | Datum        | Event                     | Ort             |
| ----------- | -------- | ------------ | ------------------------- | --------------- |
| Kugelstoßen | 10,72 m  | 13. Mai 2017 | West Africa Championships | Conakry, Guinea |